# Elachertus flavimaculatus
Elachertus flavimaculatus är en stekelart som beskrevs av Zhu och Huang 2001. Elachertus flavimaculatus ingår i släktet Elachertus och familjen finglanssteklar. Inga underarter finns listade i Catalogue of Life.